# NBA Playoffs 1990
Gli NBA Playoffs 1990 si conclusero con la vittoria dei Detroit Pistons (campioni della Eastern Conference) che sconfissero i campioni della Western conference, i Portland Trail Blazers.

## Squadre qualificate

### Eastern Conference
1. Detroit Pistons
2. Philadelphia 76ers
3. Chicago Bulls
4. Boston Celtics
5. N.Y. Knicks
6. Milwaukee Bucks
7. Cleveland Cavaliers
8. Indiana Pacers

### Western Conference
1. L.A. Lakers
2. San Antonio Spurs
3. Portland T. Blazers
4. Utah Jazz
5. Phoenix Suns
6. Dallas Mavericks
7. Denver Nuggets
8. Houston Rockets

## Tabellone
|  | Primo turno | Primo turno         | Primo turno          |                    |                      | Semifinali di conference | Semifinali di conference | Semifinali di conference |  |   | Finali di conference | Finali di conference | Finali di conference |  |    | Finali NBA          | Finali NBA | Finali NBA |
|  |             |                     |                      |                    |                      |                          |                          |                          |  |   |                      |                      |                      |  |    |                     |            |            |
|  | 1           | L.A. Lakers *       | 3                    |                    |                      |                          |                          |                          |  |   |                      |                      |                      |  |    |                     |            |            |
|  | 8           | Houston Rockets     | 1                    |                    |                      |                          |                          |                          |  |   |                      |                      |                      |  |    |                     |            |            |
|  | 8           | Houston Rockets     | 1                    |                    | 1                    | L.A. Lakers *            | 1                        |                          |  |   |                      |                      |                      |  |    |                     |            |            |
|  |             |                     |                      |                    | 1                    | L.A. Lakers *            | 1                        |                          |  |   |                      |                      |                      |  |    |                     |            |            |
|  |             | 5                   | Phoenix Suns         | 4                  |                      |                          |                          |                          |  |   |                      |                      |                      |  |    |                     |            |            |
|  | 4           | 5                   | Phoenix Suns         | 4                  | Utah Jazz            | 2                        |                          |                          |  |   |                      |                      |                      |  |    |                     |            |            |
|  | 4           |                     |                      |                    | Utah Jazz            | 2                        |                          |                          |  |   |                      |                      |                      |  |    |                     |            |            |
|  | 5           | Phoenix Suns        | 3                    |                    |                      |                          |                          |                          |  |   |                      |                      |                      |  |    |                     |            |            |
|  | 5           | Phoenix Suns        | 3                    |                    |                      |                          |                          |                          |  | 5 | Phoenix Suns         | 2                    |                      |  |    |                     |            |            |
|  |             |                     |                      | Western Conference |                      |                          |                          |                          |  | 5 | Phoenix Suns         | 2                    |                      |  |    |                     |            |            |
|  |             | 3                   | Portland T. Blazers  | 4                  |                      |                          |                          |                          |  |   |                      |                      |                      |  |    |                     |            |            |
|  | 3           | 3                   | Portland T. Blazers  | 4                  | Portland T. Blazers  | 3                        |                          |                          |  |   |                      |                      |                      |  |    |                     |            |            |
|  | 3           |                     |                      |                    | Portland T. Blazers  | 3                        |                          |                          |  |   |                      |                      |                      |  |    |                     |            |            |
|  | 6           | Dallas Mavericks    | 0                    |                    |                      |                          |                          |                          |  |   |                      |                      |                      |  |    |                     |            |            |
|  | 6           | Dallas Mavericks    | 0                    |                    | 3                    | Portland T. Blazers      | 4                        |                          |  |   |                      |                      |                      |  |    |                     |            |            |
|  |             |                     |                      |                    | 3                    | Portland T. Blazers      | 4                        |                          |  |   |                      |                      |                      |  |    |                     |            |            |
|  |             | 2                   | San Antonio Spurs *  | 3                  |                      |                          |                          |                          |  |   |                      |                      |                      |  |    |                     |            |            |
|  | 2           | 2                   | San Antonio Spurs *  | 3                  | San Antonio Spurs *  | 3                        |                          |                          |  |   |                      |                      |                      |  |    |                     |            |            |
|  | 2           |                     |                      |                    | San Antonio Spurs *  | 3                        |                          |                          |  |   |                      |                      |                      |  |    |                     |            |            |
|  | 7           | Denver Nuggets      | 0                    |                    |                      |                          |                          |                          |  |   |                      |                      |                      |  |    |                     |            |            |
|  | 7           | Denver Nuggets      | 0                    |                    |                      |                          |                          |                          |  |   |                      |                      |                      |  | W3 | Portland T. Blazers | 1          |            |
|  |             |                     |                      |                    |                      |                          |                          |                          |  |   |                      |                      |                      |  | W3 | Portland T. Blazers | 1          |            |
|  |             | E1                  | Detroit Pistons *    | 4                  |                      |                          |                          |                          |  |   |                      |                      |                      |  |    |                     |            |            |
|  | 1           | E1                  | Detroit Pistons *    | 4                  | Detroit Pistons *    | 3                        |                          |                          |  |   |                      |                      |                      |  |    |                     |            |            |
|  | 1           |                     |                      |                    | Detroit Pistons *    | 3                        |                          |                          |  |   |                      |                      |                      |  |    |                     |            |            |
|  | 8           | Indiana Pacers      | 0                    |                    |                      |                          |                          |                          |  |   |                      |                      |                      |  |    |                     |            |            |
|  | 8           | Indiana Pacers      | 0                    |                    | 1                    | Detroit Pistons *        | 4                        |                          |  |   |                      |                      |                      |  |    |                     |            |            |
|  |             |                     |                      |                    | 1                    | Detroit Pistons *        | 4                        |                          |  |   |                      |                      |                      |  |    |                     |            |            |
|  |             | 5                   | N.Y. Knicks          | 1                  |                      |                          |                          |                          |  |   |                      |                      |                      |  |    |                     |            |            |
|  | 4           | 5                   | N.Y. Knicks          | 1                  | Boston Celtics       | 2                        |                          |                          |  |   |                      |                      |                      |  |    |                     |            |            |
|  | 4           |                     |                      |                    | Boston Celtics       | 2                        |                          |                          |  |   |                      |                      |                      |  |    |                     |            |            |
|  | 5           | N.Y. Knicks         | 3                    |                    |                      |                          |                          |                          |  |   |                      |                      |                      |  |    |                     |            |            |
|  | 5           | N.Y. Knicks         | 3                    |                    |                      |                          |                          |                          |  | 1 | Detroit Pistons *    | 4                    |                      |  |    |                     |            |            |
|  |             |                     |                      | Eastern Conference |                      |                          |                          |                          |  | 1 | Detroit Pistons *    | 4                    |                      |  |    |                     |            |            |
|  |             | 3                   | Chicago Bulls        | 3                  |                      |                          |                          |                          |  |   |                      |                      |                      |  |    |                     |            |            |
|  | 3           | 3                   | Chicago Bulls        | 3                  | Chicago Bulls        | 3                        |                          |                          |  |   |                      |                      |                      |  |    |                     |            |            |
|  | 3           |                     |                      |                    | Chicago Bulls        | 3                        |                          |                          |  |   |                      |                      |                      |  |    |                     |            |            |
|  | 6           | Milwaukee Bucks     | 1                    |                    |                      |                          |                          |                          |  |   |                      |                      |                      |  |    |                     |            |            |
|  | 6           | Milwaukee Bucks     | 1                    |                    | 3                    | Chicago Bulls            | 4                        |                          |  |   |                      |                      |                      |  |    |                     |            |            |
|  |             |                     |                      |                    | 3                    | Chicago Bulls            | 4                        |                          |  |   |                      |                      |                      |  |    |                     |            |            |
|  |             | 2                   | Philadelphia 76ers * | 1                  |                      |                          |                          |                          |  |   |                      |                      |                      |  |    |                     |            |            |
|  | 2           | 2                   | Philadelphia 76ers * | 1                  | Philadelphia 76ers * | 3                        |                          |                          |  |   |                      |                      |                      |  |    |                     |            |            |
|  | 2           |                     |                      |                    | Philadelphia 76ers * | 3                        |                          |                          |  |   |                      |                      |                      |  |    |                     |            |            |
|  | 7           | Cleveland Cavaliers | 2                    |                    |                      |                          |                          |                          |  |   |                      |                      |                      |  |    |                     |            |            |

Legenda
- * Vincitore Division
- "Grassetto" Vincitore serie
- "Corsivo" Squadra con fattore campo

## Eastern Conference

### Primo turno

#### (1) Detroit Pistons - (8) Indiana Pacers
RISULTATO FINALE: 3-0
| Arbitri: | Dan Crawford Mike Mathis Wally Rooney |

|                        |          |                |
| J. Edwards 21          | Punti    | D. Schrempf 26 |
| I. Thomas, J. Dumars 5 | Assist   | V. Fleming 8   |
| B. Laimbeer 14         | Rimbalzi | D. Schrempf 7  |

| Arbitri: | Joe Forte Darell Garretson Ronnie Nunn |

|                |          |              |
| B. Laimbeer 22 | Punti    | R. Miller 23 |
| I. Thomas 12   | Assist   | V. Fleming 7 |
| B. Laimbeer 11 | Rimbalzi | C. Person 12 |

| Arbitri: | Paul Mihalak Jack Nies Earl Strom |

|               |          |                |
| R. Miller 22  | Punti    | I. Thomas 23   |
| R. Miller 4   | Assist   | I. Thomas 9    |
| L. Thompson 8 | Rimbalzi | B. Laimbeer 19 |

PRECEDENTI IN REGULAR SEASON
| Regular Season 1989-90 | Detroit Pistons | 4 – 1                                                                                                  | Indiana Pacers | Referto 1 - Referto 2 - Referto 3 - Referto 4, Referto 5 |
| Indiana Pacers 95 Detroit Pistons 121 Detroit Pistons 122 Detroit Pistons 111 Indiana Pacers 115 Punti 74 Detroit Pistons 93 Indiana Pacers 99 Indiana Pacers 105 Indiana Pacers 121 Detroit Pistons (1 t.s.) |                 | |                |                                                          |
| |                 | |                |                                                          |
| Indiana Pacers 95 Detroit Pistons 121 Detroit Pistons 122 Detroit Pistons 111 Indiana Pacers 115 | Punti           | 74 Detroit Pistons 93 Indiana Pacers 99 Indiana Pacers 105 Indiana Pacers 121 Detroit Pistons (1 t.s.) |                |                                                          |

PRECEDENTI NEI PLAYOFF

Si è trattata della prima sfida tra le due squadre ai playoff.

#### (2) Philadelphia 76ers - (7) Cleveland Cavaliers
RISULTATO FINALE: 3-2
| Arbitri: | Joe Forte Darell Garretson Tommy Nunez Sr. |

|               |          |                |
| C. Barkley 38 | Punti    | J. Williams 23 |
| J. Dawkins 9  | Assist   | M. Price 12    |
| C. Barkley 21 | Rimbalzi | J. Williams 10 |

| Arbitri: | Ron Garretson Bill Oakes Ed T. Rush |

|               |          |                 |
| C. Barkley 32 | Punti    | M. Price 27     |
| J. Dawkins 11 | Assist   | C. Ehlo 8       |
| R. Mahorn 9   | Rimbalzi | B. Daugherty 13 |

| Arbitri: | Dick Bavetta Hugh Evans Eddie F. Rush |

|                          |          |               |
| C. Ehlo 25               | Punti    | H. Hawkins 19 |
| C. Ehlo, B. Daugherty 9  | Assist   | J. Dawkins 7  |
| C. Ehlo, B. Daugherty 10 | Rimbalzi | C. Barkley 11 |

| Arbitri: | Joey Crawford Hue Hollins Jack Nies |

|                 |          |                          |
| B. Daugherty 34 | Punti    | C. Barkley 23            |
| M. Price 18     | Assist   | J. Dawkins 10            |
| B. Daugherty 9  | Rimbalzi | C. Barkley, R. Mahorn 11 |

| Arbitri: | Jess Kersey Jack Madden Jake O'Donnell |

|               |          |                 |
| H. Hawkins 39 | Punti    | B. Daugherty 25 |
| J. Dawkins 14 | Assist   | C. Ehlo 5       |
| C. Barkley 19 | Rimbalzi | J. Williams 13  |

PRECEDENTI IN REGULAR SEASON
| Regular Season 1989-90 | Philadelphia 76ers | 2 – 2                                                                                        | Cleveland Cavaliers | Referto 1 - Referto 2 - Referto 3 - Referto 4 |
| Philadelphia 76ers 114 Philadelphia 76ers 102 Cleveland Cavaliers 88 Cleveland Cavaliers 119 Punti 84 Cleveland Cavaliers 113 Cleveland Cavaliers 103 Philadelphia 76ers 102 Philadelphia 76ers |                    |                                                                                              |                     |                                               |
| |                    |                                                                                              |                     |                                               |
| Philadelphia 76ers 114 Philadelphia 76ers 102 Cleveland Cavaliers 88 Cleveland Cavaliers 119 | Punti              | 84 Cleveland Cavaliers 113 Cleveland Cavaliers 103 Philadelphia 76ers 102 Philadelphia 76ers |                     |                                               |

PRECEDENTI NEI PLAYOFF

Si è trattata della prima sfida tra le due squadre ai playoff.

#### (3) Chicago Bulls - (6) Milwaukee Bucks
RISULTATO FINALE: 3-1
| Arbitri: | Bill Oakes Ed T. Rush Don Vaden |

|              |          |                 |
| M. Jordan 38 | Punti    | A. Robertson 22 |
| S. Pippen 13 | Assist   | J. Humphries 12 |
| S. Pippen 10 | Rimbalzi | B. Lohaus 7     |

| Arbitri: | Dan Crawford Mike Mathis Bill Saar |

|              |          |                |
| M. Jordan 36 | Punti    | P. Pressey 25  |
| M. Jordan 11 | Assist   | P. Pressey 12  |
| M. Jordan 9  | Rimbalzi | G. Anderson 10 |

| Arbitri: | Joey Crawford Ron Garretson Bennett Salvatore |

|                 |          |              |
| A. Robertson 38 | Punti    | M. Jordan 48 |
| P. Pressey 12   | Assist   | S. Pippen 9  |
| A. Robertson 8  | Rimbalzi | H. Grant 11  |

| Arbitri: | Bernie Fryer Paul Mihalak Jake O'Donnell |

|                          |          |              |
| A. Robertson 20          | Punti    | M. Jordan 25 |
| A. Robertson 4           | Assist   | M. Jordan 5  |
| B. Lohaus, C. Anderson 8 | Rimbalzi | H. Grant 14  |

PRECEDENTI IN REGULAR SEASON
| Regular Season 1989-90 | Chicago Bulls | 4 – 1                                                                                        | Milwaukee Bucks | Referto 1 - Referto 2 - Referto 3 - Referto 4, Referto 5 |
| Milwaukee Bucks 118 Milwaukee Bucks 88 Chicago Bulls 106 Milwaukee Bucks 105 Chicago Bulls 116 Punti 111 Chicago Bulls 111 Chicago Bulls 96 Milwaukee Bucks 114 Chicago Bulls 106 Milwaukee Bucks |               |                                                                                              |                 |                                                          |
| |               |                                                                                              |                 |                                                          |
| Milwaukee Bucks 118 Milwaukee Bucks 88 Chicago Bulls 106 Milwaukee Bucks 105 Chicago Bulls 116 | Punti         | 111 Chicago Bulls 111 Chicago Bulls 96 Milwaukee Bucks 114 Chicago Bulls 106 Milwaukee Bucks |                 |                                                          |

PRECEDENTI NEI PLAYOFF
|  | Chicago Bulls | 0 – 2 | Milwaukee Bucks (1974, 1985) |  |

#### (4) Boston Celtics - (5) New York Knicks
RISULTATO FINALE: 2-3
| Arbitri: | Lee Jones Jess Kersey Jack Madden |

|            |          |             |
| L. Bird 24 | Punti    | P. Ewing 22 |
| L. Bird 10 | Assist   | M. Cheeks 9 |
| L. Bird 18 | Rimbalzi | P. Ewing 9  |

| Arbitri: | Paul Mihalak Tommy Nunez Sr. Earl Strom |

|              |          |              |
| K. McHale 31 | Punti    | P. Ewing 28  |
| L. Bird 16   | Assist   | G. Wilkins 7 |
| R. Parish 16 | Rimbalzi | C. Oakley 9  |

| Arbitri: | Hue Hollins Wally Rooney Ed T. Rush |

|              |          |              |
| P. Ewing 33  | Punti    | L. Bird 31   |
| M. Cheeks 11 | Assist   | L. Bird 8    |
| P. Ewing 19  | Rimbalzi | R. Parish 10 |

| Arbitri: | Dick Bavetta Hugh Evans Joe Forte |

|              |          |                         |
| P. Ewing 44  | Punti    | K. McHale 24            |
| M. Cheeks 12 | Assist   | D. Johnson, J. Bagley 6 |
| P. Ewing 13  | Rimbalzi | L. Bird 8               |

| Arbitri: | Darell Garretson Mike Mathis Jake O'Donnell |

|                      |          |              |
| L. Bird 31           | Punti    | P. Ewing 31  |
| D. Johnson 10        | Assist   | P. Ewing 10  |
| L. Bird, R. Parish 9 | Rimbalzi | C. Oakley 17 |

PRECEDENTI IN REGULAR SEASON
| Regular Season 1989-90 | Boston Celtics | 4 – 1                                                                                         | N.Y. Knicks | Referto 1 - Referto 2 - Referto 3 - Referto 4, Referto 5 |
| Boston Celtics 113 New York Knicks 124 Boston Celtics 97 New York Knicks 110 Boston Celtics 101 Punti 98 New York Knicks 92 Boston Celtics 91 New York Knicks 115 Boston Celtics 94 New York Knicks |                |                                                                                               |             |                                                          |
| |                |                                                                                               |             |                                                          |
| Boston Celtics 113 New York Knicks 124 Boston Celtics 97 New York Knicks 110 Boston Celtics 101 | Punti          | 98 New York Knicks 92 Boston Celtics 91 New York Knicks 115 Boston Celtics 94 New York Knicks |             |                                                          |

PRECEDENTI NEI PLAYOFF
|  | Boston Celtics (1954, 1955, 1967, 1969, 1974, 1984, 1988) | 7 – 5 | N.Y. Knicks (1951, 1952, 1953, 1972, 1973) |  |

### Semifinali

#### (1) Detroit Pistons - (5) New York Knicks
RISULTATO FINALE: 4-1
| Arbitri: | Joey Crawford Bob Delaney Bill Oakes |

|                |          |                  |
| I. Thomas 21   | Punti    | P. Ewing 19      |
| I. Thomas 7    | Assist   | M. Cheeks 6      |
| B. Laimbeer 13 | Rimbalzi | E. Lee Wilkins 8 |

| Arbitri: | Hue Hollins Jack Nies Earl Strom |

|                |          |               |
| J. Edwards 32  | Punti    | G. Wilkins 24 |
| I. Thomas 12   | Assist   | M. Cheeks 8   |
| B. Laimbeer 13 | Rimbalzi | C. Oakley 15  |

| Arbitri: | Dan Crawford Bernie Fryer Darell Garretson |

|              |          |              |
| P. Ewing 45  | Punti    | I. Thomas 20 |
| M. Cheeks 12 | Assist   | I. Thomas 6  |
| C. Oakley 20 | Rimbalzi | D. Rodman 8  |

| Arbitri: | Jack Madden Mike Mathis Bennett Salvatore |

|                         |          |               |
| P. Ewing 30             | Punti    | J. Edwards 19 |
| M. Cheeks, M. Jackson 6 | Assist   | I. Thomas 11  |
| C. Oakley 14            | Rimbalzi | D. Rodman 14  |

| Arbitri: | Dick Bavetta Steve Javie Ed T. Rush |

|               |          |             |
| M. Aguirre 25 | Punti    | P. Ewing 22 |
| I. Thomas 6   | Assist   | M. Cheeks 9 |
| D. Rodman 11  | Rimbalzi | P. Ewing 14 |

PRECEDENTI IN REGULAR SEASON
| Regular Season 1989-90 | Detroit Pistons | 4 – 0                                                                          | N.Y. Knicks | Referto 1 - Referto 2 - Referto 3 - Referto 4 |
| Detroit Pistons 106 Detroit Pistons 117 New York Knicks 87 New York Knicks 98 Punti 103 New York Knicks 106 New York Knicks 98 Detroit Pistons 108 Detroit Pistons |                 |                                                                                |             |                                               |
| |                 |                                                                                |             |                                               |
| Detroit Pistons 106 Detroit Pistons 117 New York Knicks 87 New York Knicks 98                                                                                      | Punti           | 103 New York Knicks 106 New York Knicks 98 Detroit Pistons 108 Detroit Pistons |             |                                               |

PRECEDENTI NEI PLAYOFF
|  | Detroit Pistons | 0 – 1 | N.Y. Knicks (1984) |  |

#### (2) Philadelphia 76ers - (3) Chicago BullRISULTATO FINALE: 4-1
| Arbitri: | Hugh Evans Joe Forte Bill Saar |

|              |          |                                     |
| M. Jordan 39 | Punti    | C. Barkley 30                       |
| S. Pippen 12 | Assist   | C. Barkley, J. Dawkins, R. Mahorn 4 |
| H. Grant 12  | Rimbalzi | C. Barkley 20                       |

| Arbitri: | Darell Garretson Mike Mathis Tommy Nunez Sr. |

|                       |          |               |
| M. Jordan 45          | Punti    | H. Hawkins 23 |
| M. Jordan 7           | Assist   | J. Dawkins 13 |
| H. Grant, S. Pippen 9 | Rimbalzi | C. Barkley 19 |

| Arbitri: | Dan Crawford Hue Hollins Bennett Salvatore |

|               |          |                  |
| C. Barkley 34 | Punti    | M. Jordan 49     |
| C. Barkley 8  | Assist   | B.J. Armstrong 7 |
| C. Barkley 20 | Rimbalzi | E. Nealy 7       |

| Arbitri: | Jack Nies Bill Oakes Earl Strom |

|               |          |                      |
| H. Hawkins 26 | Punti    | M. Jordan 45         |
| H. Hawkins 6  | Assist   | M. Jordan 11         |
| C. Barkley 13 | Rimbalzi | H. Grant, E. Nealy 9 |

| Arbitri: | Jess Kersey Jack Madden Paul Mihalak |

|              |          |                |
| M. Jordan 37 | Punti    | R. Anderson 20 |
| J. Paxson 9  | Assist   | J. Dawkins 15  |
| M. Jordan 9  | Rimbalzi | C. Barkley 13  |

PRECEDENTI IN REGULAR SEASON
| Regular Season 1989-90 | Chicago Bulls | 2 – 2                                                                             | Philadelphia 76ers | Referto 1 - Referto 2 - Referto 3 - Referto 4 |
| Chicago Bulls 125 Philadelphia 76ers 131 Philadelphia 76ers 120 Chicago Bulls 114 Punti 105 Philadelphia 76ers 104 Chicago Bulls 109 Chicago Bulls 109 Philadelphia 76ers |               |                                                                                   |                    |                                               |
| |               |                                                                                   |                    |                                               |
| Chicago Bulls 125 Philadelphia 76ers 131 Philadelphia 76ers 120 Chicago Bulls 114                                                                                         | Punti         | 105 Philadelphia 76ers 104 Chicago Bulls 109 Chicago Bulls 109 Philadelphia 76ers |                    |                                               |

PRECEDENTI NEI PLAYOFF

Si è trattata della prima sfida tra le due squadre ai playoff.

### Finale

#### (1) Detroit Pistons - (3) Chicago Bulls
RISULTATO FINALE: 4-3
| Arbitri: | Bill Oakes Jake O'Donnell Wally Rooney |

|              |          |              |
| J. Dumars 27 | Punti    | M. Jordan 34 |
| I. Thomas 6  | Assist   | M. Jordan 5  |
| D. Rodman 13 | Rimbalzi | H. Grant 9   |

| Arbitri: | Dan Crawford Darell Garretson Hue Hollins |

|                           |          |              |
| J. Dumars 31              | Punti    | M. Jordan 20 |
| I. Thomas, V. Johnson 7   | Assist   | M. Jordan 7  |
| B. Laimbeer, V. Johnson 8 | Rimbalzi | H. Grant 9   |

| Arbitri: | Dick Bavetta Joey Crawford Bernie Fryer |

|                        |          |               |
| M. Jordan 47           | Punti    | I. Thomas 36  |
| S. Pippen 5            | Assist   | I. Thomas 8   |
| S. Pippen, H. Grant 11 | Rimbalzi | B. Laimbeer 8 |

| Arbitri: | Jess Kersey Jack Nies Earl Strom |

|              |          |              |
| M. Jordan 42 | Punti    | I. Thomas 26 |
| M. Jordan 9  | Assist   | I. Thomas 8  |
| H. Grant 13  | Rimbalzi | D. Rodman 20 |

| Arbitri: | Hugh Evans Jack Madden Ed T. Rush |

|              |          |              |
| J. Dumars 20 | Punti    | M. Jordan 22 |
| I. Thomas 10 | Assist   | M. Jordan 8  |
| J. Salley 10 | Rimbalzi | H. Grant 12  |

| Arbitri: | Darell Garretson Hue Hollins Mike Mathis |

|                       |          |              |
| M. Jordan 29          | Punti    | J. Dumars 23 |
| H. Grant, S. Pippen 5 | Assist   | I. Thomas 10 |
| H. Grant 14           | Rimbalzi | D. Rodman 8  |

| Arbitri: | Joey Crawford Jake O'Donnell Earl Strom |

|               |          |              |
| I. Thomas 21  | Punti    | M. Jordan 31 |
| I. Thomas 11  | Assist   | M. Jordan 9  |
| M. Aguirre 10 | Rimbalzi | H. Grant 14  |

PRECEDENTI IN REGULAR SEASON
| Regular Season 1989-90 | Detroit Pistons | 4 – 1                                                                                          | Chicago Bulls | Referto 1 - Referto 2 - Referto 3 - Referto 4, Referto 5 |
| Chicago Bulls 117 Detroit Pistons 100 Chicago Bulls 95 Chicago Bulls 81 Detroit Pistons 111 Punti 114 Detroit Pistons 90 Chicago Bulls 107 Detroit Pistons 106 Detroit Pistons 106 Chicago Bulls |                 |                                                                                                |               |                                                          |
| |                 |                                                                                                |               |                                                          |
| Chicago Bulls 117 Detroit Pistons 100 Chicago Bulls 95 Chicago Bulls 81 Detroit Pistons 111 | Punti           | 114 Detroit Pistons 90 Chicago Bulls 107 Detroit Pistons 106 Detroit Pistons 106 Chicago Bulls |               |                                                          |

PRECEDENTI NEI PLAYOFF
|  | Detroit Pistons (1988, 1989) | 2 – 1 | Chicago Bulls (1974) |  |

## Western Conference

### Primo turno

#### (1) Los Angeles Lakers - (8) Houston Rockets
RISULTATO FINALE: 3-1
| Arbitri: | Joey Crawford Bob Delaney Bennett Salvatore |

|               |          |                |
| J. Worthy 34  | Punti    | O. Thorpe 21   |
| M. Johnson 14 | Assist   | S. Floyd 8     |
| J. Worthy 11  | Rimbalzi | H. Olajuwon 14 |

| Arbitri: | Dick Bavetta Jake O'Donnell Greg Willard |

|               |          |                |
| J. Worthy 32  | Punti    | S. Floyd 27    |
| M. Johnson 14 | Assist   | S. Floyd 8     |
| M. Johnson 7  | Rimbalzi | H. Olajuwon 11 |

| Arbitri: | Joe Forte Bernie Fryer Darell Garretson |

|              |          |               |
| O. Thorpe 27 | Punti    | J. Worthy 26  |
| S. Floyd 18  | Assist   | M. Johnson 18 |
| O. Thorpe 8  | Rimbalzi | M. Johnson 8  |

| Arbitri: | Jim Clark Bill Oakes Earl Strom |

|                |          |              |
| H. Olajuwon 28 | Punti    | J. Worthy 20 |
| S. Floyd 10    | Assist   | M. Johnson 8 |
| H. Olajuwon 10 | Rimbalzi | J. Worthy 7  |

PRECEDENTI IN REGULAR SEASON
| Regular Season 1989-90 | L.A. Lakers | 2 – 2                                                                               | Houston Rockets | Referto 1 - Referto 2 - Referto 3 - Referto 4 |
| Houston Rockets 110 Los Angeles Lakers 107 Houston Rockets 112 Los Angeles Lakers 113 Punti 104 Los Angeles Lakers 98 Houston Rockets 95 Los Angeles Lakers 102 Houston Rockets |             |                                                                                     |                 |                                               |
| |             |                                                                                     |                 |                                               |
| Houston Rockets 110 Los Angeles Lakers 107 Houston Rockets 112 Los Angeles Lakers 113                                                                                           | Punti       | 104 Los Angeles Lakers 98 Houston Rockets 95 Los Angeles Lakers 102 Houston Rockets |                 |                                               |

PRECEDENTI NEI PLAYOFF
|  | L.A. Lakers | 0 – 2 | Houston Rockets (1981, 1986) |  |

#### (2) San Antonio Spurs - (7) Denver Nuggets
RISULTATO FINALE: 3-0
| Arbitri: | Jim Clark Jack Nies Earl Strom |

|                 |          |                       |
| W. Anderson 27  | Punti    | T. Lichti 22          |
| R. Strickland 9 | Assist   | T. Lichti, M. Adams 8 |
| D. Robinson 13  | Rimbalzi | T. Lichti 13          |

| Arbitri: | Jess Kersey Jack Madden Ed Middleton |

|                  |          |             |
| D. Robinson 31   | Punti    | F. Lever 26 |
| R. Strickland 13 | Assist   | F. Lever 9  |
| T. Cummings 13   | Rimbalzi | F. Lever 26 |

| Arbitri: | Steve Javie Jake O'Donnell Blane Reichelt |

|                           |          |                 |
| A. English 24             | Punti    | T. Cummings 28  |
| F. Lever 8                | Assist   | R. Strickland 9 |
| F. Lever, B. Rasmussen 10 | Rimbalzi | D. Robinson 16  |

PRECEDENTI IN REGULAR SEASON
| Regular Season 1989-90 | San Antonio Spurs | 3 – 1                                                                            | Denver Nuggets | Referto 1 - Referto 2 - Referto 3 - Referto 4 |
| San Antonio Spurs 122 Denver Nuggets 126 San Antonio Spurs 118 Denver Nuggets 108 Punti 108 Denver Nuggets 99 San Antonio Spurs 111 Denver Nuggets 112 San Antonio Spurs |                   |                                                                                  |                |                                               |
| |                   |                                                                                  |                |                                               |
| San Antonio Spurs 122 Denver Nuggets 126 San Antonio Spurs 118 Denver Nuggets 108                                                                                        | Punti             | 108 Denver Nuggets 99 San Antonio Spurs 111 Denver Nuggets 112 San Antonio Spurs |                |                                               |

PRECEDENTI NEI PLAYOFF
|  | San Antonio Spurs (1983) | 1 – 1 | Denver Nuggets (1985) |  |

#### (3) Portland Trail Blazers - (6) Dallas Mavericks
RISULTATO FINALE: 3-0
| Arbitri: | Joey Crawford Bob Delaney Bennett Salvatore |

|                         |          |               |
| T. Porter 28            | Punti    | D. Harper 24  |
| T. Porter, C. Drexler 5 | Assist   | D. Harper 7   |
| B. Williams 16          | Rimbalzi | R. Tarpley 14 |

| Arbitri: | Bruce Alexander Hugh Evans Hue Hollins |

|                 |          |               |
| K. Duckworth 18 | Punti    | D. Harper 23  |
| C. Drexler 7    | Assist   | R. Blackman 5 |
| B. Williams 13  | Rimbalzi | R. Tarpley 17 |

| Arbitri: | Dan Crawford Lee Jones Mike Mathis |

|                |          |                |
| R. Blackman 23 | Punti    | J. Kersey 29   |
| D. Harper 12   | Assist   | C. Drexler 10  |
| R. Tarpley 15  | Rimbalzi | B. Williams 10 |

PRECEDENTI IN REGULAR SEASON
| Regular Season 1989-90 | Portland T. Blazers | 4 – 0                                                                                                  | Dallas Mavericks | Referto 1 - Referto 2 - Referto 3 - Referto 4 |
| Dallas Mavericks 91 Dallas Mavericks 140 Portland Trail Blazers 131 Portland Trail Blazers 124 Punti 99 Portland Trail Blazers 144 Portland Trail Blazers (3 t.s.) 100 Dallas Mavericks 92 Dallas Mavericks |                     | |                  |                                               |
| |                     | |                  |                                               |
| Dallas Mavericks 91 Dallas Mavericks 140 Portland Trail Blazers 131 Portland Trail Blazers 124 | Punti               | 99 Portland Trail Blazers 144 Portland Trail Blazers (3 t.s.) 100 Dallas Mavericks 92 Dallas Mavericks |                  |                                               |

PRECEDENTI NEI PLAYOFF
|  | Portland T. Blazers (1985) | 1 – 0 | Dallas Mavericks |  |

#### (4) Utah Jazz - (5) Phoenix Suns
RISULTATO FINALE: 2-3
| Arbitri: | Dick Bavetta Bernie Fryer Jake O'Donnell |

|                |          |               |
| K. Malone 21   | Punti    | D. Majerle 23 |
| J. Stockton 17 | Assist   | J. Hornacek 6 |
| K. Malone 11   | Rimbalzi | K. Rambis 9   |

| Arbitri: | Hugh Evans Hue Hollins Steve Javie |

|               |          |               |
| K. Malone 20  | Punti    | K. Johnson 22 |
| J. Stockton 8 | Assist   | K. Johnson 7  |
| K. Malone 10  | Rimbalzi | M. West 21    |

| Arbitri: | Jess Kersey Jack Madden Bill Saar |

|               |          |                |
| K. Johnson 29 | Punti    | T. Bailey 30   |
| K. Johnson 12 | Assist   | J. Stockton 19 |
| M. West 10    | Rimbalzi | K. Malone 11   |

| Arbitri: | Dan Crawford Darell Garretson Mike Mathis |

|               |          |                |
| E. Johnson 33 | Punti    | K. Malone 33   |
| K. Johnson 13 | Assist   | J. Stockton 14 |
| M. West 11    | Rimbalzi | K. Malone 11   |

| Arbitri: | Joey Crawford Bill Oakes Ed T. Rush |

|                         |          |                |
| K. Malone, T. Bailey 26 | Punti    | T. Chambers 32 |
| J. Stockton 17          | Assist   | K. Johnson 9   |
| M. Eaton 9              | Rimbalzi | M. West 11     |

PRECEDENTI IN REGULAR SEASON
| Regular Season 1989-90 | Utah Jazz | 1 – 3                                                        | Phoenix Suns | Referto 1 - Referto 2 - Referto 3 - Referto 4 |
| Utah Jazz 102 Phoenix Suns 114 Utah Jazz 106 (1 t.s.) Phoenix Suns 119 Punti 95 Phoenix Suns 103 Utah Jazz 114 Phoenix Suns 115 Utah Jazz |           |                                                              |              |                                               |
| |           |                                                              |              |                                               |
| Utah Jazz 102 Phoenix Suns 114 Utah Jazz 106 (1 t.s.) Phoenix Suns 119                                                                    | Punti     | 95 Phoenix Suns 103 Utah Jazz 114 Phoenix Suns 115 Utah Jazz |              |                                               |

PRECEDENTI NEI PLAYOFF
|  | Utah Jazz | 0 – 1 | Phoenix Suns (1984) |  |

### Semifinali

#### (1) Los Angeles Lakers - (5) Phoenix Suns
RISULTATO FINALE: 1-4
| Arbitri: | Bernie Fryer Jack Madden Wally Rooney |

|                          |          |                |
| M. Johnson, J. Worthy 22 | Punti    | T. Chambers 26 |
| M. Johnson 14            | Assist   | K. Johnson 12  |
| A. Green 13              | Rimbalzi | M. West 16     |

| Arbitri: | Dick Bavetta Hugh Evans Steve Javie |

|               |          |                |
| J. Worthy 27  | Punti    | J. Hornacek 18 |
| M. Johnson 14 | Assist   | K. Johnson 12  |
| A. Green 13   | Rimbalzi | 5 giocatori 5  |

| Arbitri: | Jess Kersey Paul Mihalak Ed T. Rush |

|                           |          |               |
| T. Chambers 34            | Punti    | J. Worthy 27  |
| K. Johnson 8              | Assist   | M. Johnson 16 |
| T. Chambers, K. Johnson 7 | Rimbalzi | A. Green 10   |

| Arbitri: | Jim Clark Joe Forte Jake O'Donnell |

|               |          |               |
| K. Johnson 30 | Punti    | M. Johnson 43 |
| K. Johnson 16 | Assist   | M. Johnson 10 |
| M. West 15    | Rimbalzi | A. Green 18   |

| Arbitri: | Joey Crawford Jack Nies Bill Oakes |

|                        |          |               |
| M. Johnson 43          | Punti    | K. Johnson 37 |
| M. Johnson 7           | Assist   | K. Johnson 8  |
| M. Johnson, V. Divac 8 | Rimbalzi | M. West 16    |

PRECEDENTI IN REGULAR SEASON
| Regular Season 1989-90 | L.A. Lakers | 3 – 1                                                                          | Phoenix Suns | Referto 1 - Referto 2 - Referto 3 - Referto 4 |
| Los Angeles Lakers 111 Los Angeles Lakers 100 Phoenix Suns 121 Phoenix Suns 99 Punti 107 Phoenix Suns 96 Phoenix Suns 118 Los Angeles Lakers 103 Los Angeles Lakers |             |                                                                                |              |                                               |
| |             |                                                                                |              |                                               |
| Los Angeles Lakers 111 Los Angeles Lakers 100 Phoenix Suns 121 Phoenix Suns 99                                                                                      | Punti       | 107 Phoenix Suns 96 Phoenix Suns 118 Los Angeles Lakers 103 Los Angeles Lakers |              |                                               |

PRECEDENTI NEI PLAYOFF
|  | L.A. Lakers (1970, 1980, 1982, 1984, 1985, 1989) | 6 – 0 | Phoenix Suns |  |

#### (2) San Antonio Spurs - (3) Portland Trail Blazers
RISULTATO FINALE: 3-4
| Arbitri: | Tommy Nunez Sr. Wally Rooney Earl Strom |

|               |          |                  |
| J. Kersey 25  | Punti    | F. Brickowski 20 |
| C. Drexler 11 | Assist   | R. Strickland 9  |
| J. Kersey 16  | Rimbalzi | D. Robinson 9    |

| Arbitri: | Dan Crawford Ron Garretson Ed T. Rush |

|               |          |                  |
| T. Porter 27  | Punti    | T. Cummings 33   |
| C. Drexler 8  | Assist   | R. Strickland 14 |
| B. Williams 8 | Rimbalzi | D. Robinson 8    |

| Arbitri: | Lee Jones Jess Kersey Jack Madden |

|                           |          |                              |
| T. Porter, B. Williams 18 | Punti    | D. Robinson 28               |
| C. Drexler 9              | Assist   | R. Strickland 17             |
| C. Robinson 8             | Rimbalzi | R. Strickland, T. Cummings 9 |

| Arbitri: | Dick Bavetta Hugh Evans Steve Javie |

|                  |          |                |
| T. Cummings 35   | Punti    | C. Drexler 27  |
| R. Strickland 14 | Assist   | C. Drexler 7   |
| T. Cummings 11   | Rimbalzi | B. Williams 10 |

| Arbitri: | Joe Forte Hue Hollins Jake O'Donnell |

|                           |          |                 |
| T. Porter 38              | Punti    | T. Cummings 32  |
| C. Drexler 9              | Assist   | R. Strickland 7 |
| J. Kersey, B. Williams 10 | Rimbalzi | D. Robinson 15  |

| Arbitri: | Dan Crawford Darell Garretson Mike Mathis |

|                  |          |                |
| W. Anderson 30   | Punti    | J. Kersey 22   |
| R. Strickland 12 | Assist   | C. Drexler 7   |
| D. Robinson 13   | Rimbalzi | B. Williams 10 |

| Arbitri: | Joey Crawford Hugh Evans Ed T. Rush |

|                           |          |                 |
| T. Porter 36              | Punti    | T. Cummings 27  |
| T. Porter 9               | Assist   | R. Strickland 8 |
| B. Williams, J. Kersey 15 | Rimbalzi | D. Robinson 16  |

PRECEDENTI IN REGULAR SEASON
| Regular Season 1989-90 | Portland T. Blazers | 3 – 1                                                                                             | San Antonio Spurs | Referto 1 - Referto 2 - Referto 3 - Referto 4 |
| San Antonio Spurs 104 Portland Trail Blazers 109 San Antonio Spurs 107 Portland Trail Blazers 112 Punti 108 Portland Trail Blazers 103 San Antonio Spurs 106 Portland Trail Blazers 105 San Antonio Spurs |                     |                                                                                                   |                   |                                               |
| |                     |                                                                                                   |                   |                                               |
| San Antonio Spurs 104 Portland Trail Blazers 109 San Antonio Spurs 107 Portland Trail Blazers 112 | Punti               | 108 Portland Trail Blazers 103 San Antonio Spurs 106 Portland Trail Blazers 105 San Antonio Spurs |                   |                                               |

PRECEDENTI NEI PLAYOFF

Si è trattata della prima sfida tra le due squadre ai playoff.

### Finale

#### (3) Portland Trail Blazers - (5) Phoenix Suns
RISULTATO FINALE: 4-2
| Arbitri: | Dick Bavetta Jack Nies Earl Strom |

|               |          |                |
| C. Drexler 20 | Punti    | T. Chambers 29 |
| T. Porter 9   | Assist   | K. Johnson 11  |
| J. Kersey 11  | Rimbalzi | M. West 11     |

| Arbitri: | Jess Kersey Jack Madden Paul Mihalak |

|              |          |                |
| J. Kersey 29 | Punti    | T. Chambers 28 |
| C. Drexler 6 | Assist   | K. Johnson 8   |
| J. Kersey 11 | Rimbalzi | T. Chambers 14 |

| Arbitri: | Hugh Evans Hue Hollins Steve Javie |

|                |          |              |
| T. Chambers 24 | Punti    | J. Kersey 16 |
| K. Johnson 12  | Assist   | C. Drexler 6 |
| A. Lang 10     | Rimbalzi | M. Bryant 7  |

| Arbitri: | Dan Crawford Mike Mathis Ed T. Rush |

|               |          |               |
| K. Johnson 28 | Punti    | J. Kersey 29  |
| K. Johnson 17 | Assist   | T. Porter 12  |
| M. West 12    | Rimbalzi | B. Williams 8 |

| Arbitri: | Joey Crawford Darell Garretson Bill Oakes |

|               |          |                |
| C. Drexler 32 | Punti    | K. Johnson 28  |
| T. Porter 12  | Assist   | K. Johnson 14  |
| J. Kersey 11  | Rimbalzi | T. Chambers 13 |

| Arbitri: | Dick Bavetta Jess Kersey Jake O'Donnell |

|                           |          |                          |
| J. Hornacek 36            | Punti    | C. Drexler, T. Porter 23 |
| J. Hornacek, K. Johnson 6 | Assist   | C. Drexler, T. Porter 7  |
| K. Rambis 12              | Rimbalzi | B. Williams 11           |

PRECEDENTI IN REGULAR SEASON
| Regular Season 1989-90 | Portland T. Blazers | 3 – 2 | Phoenix Suns | Referto 1 - Referto 2 - Referto 3 - Referto 4, Referto 5 |
| Phoenix Suns 109 Portland Trail Blazers 110 Phoenix Suns 121 Portland Trail Blazers 123 Phoenix Suns 120 Punti 107 Portland Trail Blazers 109 Phoenix Suns 105 Portland Trail Blazers 121 Phoenix Suns 128 Portland Trail Blazers (1 t.s.) |                     | |              |                                                          |
| |                     | |              |                                                          |
| Phoenix Suns 109 Portland Trail Blazers 110 Phoenix Suns 121 Portland Trail Blazers 123 Phoenix Suns 120 | Punti               | 107 Portland Trail Blazers 109 Phoenix Suns 105 Portland Trail Blazers 121 Phoenix Suns 128 Portland Trail Blazers (1 t.s.) |              |                                                          |

PRECEDENTI NEI PLAYOFF
|  | Portland T. Blazers | 0 – 2 | Phoenix Suns (1979, 1984) |  |

## NBA Finals 1990

### Detroit Pistons - Portland Trail Blazers
RISULTATO FINALE
|  | Detroit Pistons | 4 – 1 | Portland T. Blazers |  |

PRECEDENTI IN REGULAR SEASON
| Regular Season 1989-90                                                                             | Detroit Pistons | 1 – 1                                         | Portland T. Blazers | Referto 1 - Referto 2 |
| Portland Trail Blazers 102 Detroit Pistons 111 Punti 82 Detroit Pistons 106 Portland Trail Blazers |                 |                                               |                     |                       |
| |                 |                                               |                     |                       |
| Portland Trail Blazers 102 Detroit Pistons 111                                                     | Punti           | 82 Detroit Pistons 106 Portland Trail Blazers |                     |                       |

PRECEDENTI NEI PLAYOFF

Si è trattata della prima sfida tra le due squadre ai playoff.

#### Roster
| \| Pos. \| Num. \| Naz. \| Nome \| Altezza \| Peso \| Data nascita \| Provenienza \| \| ---- \| ---- \| ---- \| ----------------- \| ------- \| ------ \| ------------ \| --------------------------- \| \| AP \| 23 \| \| Aguirre, Mark \| 198 cm \| 105 kg \| 10-12-1959 \| DePaul \| \| C \| 0 \| \| Bedford, William \| 213 cm \| 102 kg \| 14-12-1963 \| Memphis \| \| G \| 4 \| \| Dumars, Joe \| 191 cm \| 86 kg \| 24-05-1963 \| McNeese State \| \| C \| 53 \| \| Edwards, James \| 216 cm \| 102 kg \| 22-11-1955 \| Washington \| \| AG \| 33 \| \| Greenwood, Dave \| 206 cm \| 101 kg \| 27-05-1957 \| UCLA \| \| AG \| 35 \| \| Hastings, Scott \| 208 cm \| 107 kg \| 03-06-1960 \| Arkansas \| \| P \| 12 \| \| Henderson, Gerald \| 188 cm \| 79 kg \| 16-01-1956 \| Virginia Commonwealth \| \| G \| 15 \| \| Johnson, Vinnie \| 188 cm \| 91 kg \| 01-09-1956 \| Baylor \| \| C \| 40 \| \| Laimbeer, Bill \| 211 cm \| 111 kg \| 19-05-1957 \| Notre Dame \| \| AP \| 10 \| \| Rodman, Dennis \| 203 cm \| 95 kg \| 13-05-1961 \| Southeastern Oklahoma State \| \| AG/C \| 22 \| \| Salley, John \| 211 cm \| 104 kg \| 16-05-1964 \| Georgia Tech \| \| P \| 11 \| \| Thomas, Isiah (C) \| 185 cm \| 82 kg \| 30-04-1961 \| Indiana \| | Allenatore - Chuck Daly Assistente/i - Brendan Malone (Vice-allenatore) - Brendan Suhr (Vice-allenatore) - Mike Abdenour (Preparatore atletico) Legenda - (C) Capitano - (FA) Free agent - (S) Sospeso - (TW) Contratto Two-way - (GL) Assegnato a squadra G League affiliata - Infortunato Roster • Transazioni · Ultima transazione: 27 giugno 1990 |                        |                   |         |        |              |                             |
| Pos. | Num. | Naz.                   | Nome              | Altezza | Peso   | Data nascita | Provenienza                 |
| AP | 23 | Stati Uniti (bandiera) | Aguirre, Mark     | 198 cm  | 105 kg | 10-12-1959   | DePaul                      |
| C | 0 | Stati Uniti (bandiera) | Bedford, William  | 213 cm  | 102 kg | 14-12-1963   | Memphis                     |
| G | 4 | Stati Uniti (bandiera) | Dumars, Joe       | 191 cm  | 86 kg  | 24-05-1963   | McNeese State               |
| C | 53 | Stati Uniti (bandiera) | Edwards, James    | 216 cm  | 102 kg | 22-11-1955   | Washington                  |
| AG | 33 | Stati Uniti (bandiera) | Greenwood, Dave   | 206 cm  | 101 kg | 27-05-1957   | UCLA                        |
| AG | 35 | Stati Uniti (bandiera) | Hastings, Scott   | 208 cm  | 107 kg | 03-06-1960   | Arkansas                    |
| P | 12 | Stati Uniti (bandiera) | Henderson, Gerald | 188 cm  | 79 kg  | 16-01-1956   | Virginia Commonwealth       |
| G | 15 | Stati Uniti (bandiera) | Johnson, Vinnie   | 188 cm  | 91 kg  | 01-09-1956   | Baylor                      |
| C | 40 | Stati Uniti (bandiera) | Laimbeer, Bill    | 211 cm  | 111 kg | 19-05-1957   | Notre Dame                  |
| AP | 10 | Stati Uniti (bandiera) | Rodman, Dennis    | 203 cm  | 95 kg  | 13-05-1961   | Southeastern Oklahoma State |
| AG/C | 22 | Stati Uniti (bandiera) | Salley, John      | 211 cm  | 104 kg | 16-05-1964   | Georgia Tech                |
| P | 11 | Stati Uniti (bandiera) | Thomas, Isiah (C) | 185 cm  | 82 kg  | 30-04-1961   | Indiana                     |

| \| Pos. \| Num. \| Naz. \| Nome \| Altezza \| Peso \| Data nascita \| Provenienza \| \| ---- \| ---- \| ---- \| --------------------- \| ------- \| ------ \| ------------ \| ---------------- \| \| AG/C \| 2 \| \| Bryant, Mark \| 206 cm \| 111 kg \| 25-04-1965 \| Seton Hall \| \| AG/C \| 42 \| \| Cooper, Wayne \| 208 cm \| 100 kg \| 16-11-1956 \| New Orleans \| \| AP \| 22 \| \| Drexler, Clyde \| 201 cm \| 95 kg \| 22-06-1962 \| Houston \| \| C \| 0 \| \| Duckworth, Kevin \| 213 cm \| 125 kg \| 01-04-1964 \| Eastern Illinois \| \| G \| 23 \| \| Irvin, Byron \| 196 cm \| 86 kg \| 02-12-1966 \| Missouri \| \| AG \| 33 \| \| Johnston, Nate \| 203 cm \| 95 kg \| 18-12-1966 \| Tampa \| \| AP \| 25 \| \| Kersey, Jerome \| 201 cm \| 98 kg \| 26-06-1962 \| Longwood \| \| G \| 44 \| \| Petrović, Dražen \| 196 cm \| 88 kg \| 22-10-1964 \| Yugoslavia \| \| G \| 30 \| \| Porter, Terry \| 191 cm \| 88 kg \| 08-04-1963 \| UW-Stevens Point \| \| AG \| 3 \| \| Robinson, Clifford R. \| 208 cm \| 102 kg \| 16-12-1966 \| Connecticut \| \| AG/C \| 52 \| \| Williams, Buck \| 203 cm \| 98 kg \| 08-03-1960 \| Maryland \| \| P \| 21 \| \| Young, Danny \| 191 cm \| 79 kg \| 26-07-1962 \| Wake Forest \| | Allenatore - Rick Adelman Assistente/i - Jack Schalow (Vice-allenatore) - John Wetzel (Vice-allenatore) Legenda - (C) Capitano - (FA) Free agent - (S) Sospeso - (TW) Contratto Two-way - (GL) Assegnato a squadra G League affiliata - Infortunato Roster • Transazioni · Ultima transazione: 27 giugno 1990 |                        |                       |         |        |              |                  |
| Pos. | Num. | Naz.                   | Nome                  | Altezza | Peso   | Data nascita | Provenienza      |
| AG/C | 2 | Stati Uniti (bandiera) | Bryant, Mark          | 206 cm  | 111 kg | 25-04-1965   | Seton Hall       |
| AG/C | 42 | Stati Uniti (bandiera) | Cooper, Wayne         | 208 cm  | 100 kg | 16-11-1956   | New Orleans      |
| AP | 22 | Stati Uniti (bandiera) | Drexler, Clyde        | 201 cm  | 95 kg  | 22-06-1962   | Houston          |
| C | 0 | Stati Uniti (bandiera) | Duckworth, Kevin      | 213 cm  | 125 kg | 01-04-1964   | Eastern Illinois |
| G | 23 | Stati Uniti (bandiera) | Irvin, Byron          | 196 cm  | 86 kg  | 02-12-1966   | Missouri         |
| AG | 33 | Stati Uniti (bandiera) | Johnston, Nate        | 203 cm  | 95 kg  | 18-12-1966   | Tampa            |
| AP | 25 | Stati Uniti (bandiera) | Kersey, Jerome        | 201 cm  | 98 kg  | 26-06-1962   | Longwood         |
| G | 44 | Jugoslavia (bandiera)  | Petrović, Dražen      | 196 cm  | 88 kg  | 22-10-1964   | Yugoslavia       |
| G | 30 | Stati Uniti (bandiera) | Porter, Terry         | 191 cm  | 88 kg  | 08-04-1963   | UW-Stevens Point |
| AG | 3 | Stati Uniti (bandiera) | Robinson, Clifford R. | 208 cm  | 102 kg | 16-12-1966   | Connecticut      |
| AG/C | 52 | Stati Uniti (bandiera) | Williams, Buck        | 203 cm  | 98 kg  | 08-03-1960   | Maryland         |
| P | 21 | Stati Uniti (bandiera) | Young, Danny          | 191 cm  | 79 kg  | 26-07-1962   | Wake Forest      |

#### Risultati
| Arbitri: | Hugh Evans Ed T. Rush Dick Bavetta |

|                                                                      |            |                                                                                  |
| I. Thomas 33                                                         | Punti      | C. Drexler 21                                                                    |
| I. Thomas 6                                                          | Assist     | T. Porter 8                                                                      |
| B. Laimbeer 15                                                       | Rimbalzi   | B. Williams 12                                                                   |
| Dumars, Edwards, Laimbeer, Rodman, Thomas (Aguirre, Johnson, Salley) | Formazioni | Drexler, Duckworth, Kersey, Porter, Williams (Cooper, Petrović, Robinson, Young) |

| Arbitri: | Darell Garretson Jack Madden Hue Hollins |

|                                                                      |            |                                                                                          |
| B. Laimbeer, J. Edwards 26                                           | Punti      | C. Drexler 33                                                                            |
| I. Thomas 11                                                         | Assist     | T. Porter 10                                                                             |
| B. Laimbeer 11                                                       | Rimbalzi   | B. Williams 12                                                                           |
| Dumars, Edwards, Laimbeer, Rodman, Thomas (Aguirre, Johnson, Salley) | Formazioni | Drexler, Duckworth, Kersey, Porter, Williams (Bryant, Cooper, Petrović, Robinson, Young) |

| Arbitri: | Jake O'Donnell Jess Kersey Joey Crawford |

|                                                                                          |            |                                                                                              |
| J. Kersey 27                                                                             | Punti      | J. Dumars 33                                                                                 |
| T. Porter 9                                                                              | Assist     | I. Thomas 8                                                                                  |
| C. Drexler 13                                                                            | Rimbalzi   | B. Laimbeer 12                                                                               |
| Drexler, Duckworth, Kersey, Porter, Williams (Bryant, Cooper, Petrović, Robinson, Young) | Formazioni | Aguirre, Dumars, Edwards, Laimbeer, Thomas (Greenwood, Hastings, Henderson, Johnson, Salley) |

| Arbitri: | Hugh Evans Mike Mathis Earl Strom |

|                                                                                  |            | |
| C. Drexler 34                                                                    | Punti      | I. Thomas 32                                                                                         |
| C. Drexler 10                                                                    | Assist     | I. Thomas 5                                                                                          |
| C. Drexler, J. Kersey 8                                                          | Rimbalzi   | B. Laimbeer 12                                                                                       |
| Drexler, Duckworth, Kersey, Porter, Williams (Cooper, Petrović, Robinson, Young) | Formazioni | Aguirre, Dumars, Edwards, Laimbeer, Thomas (Greenwood, Hastings, Henderson, Johnson, Rodman, Salley) |

| Arbitri: | Darell Garretson Jack Madden Ed T. Rush |

|                                                                        |            |                                                                                 |
| T. Porter, K. Duckworth 21                                             | Punti      | I. Thomas 29                                                                    |
| T. Porter 9                                                            | Assist     | J. Dumars 7                                                                     |
| J. Kersey 9                                                            | Rimbalzi   | B. Laimbeer 17                                                                  |
| Drexler, Duckworth, Kersey, Porter, Williams (Cooper, Robinson, Young) | Formazioni | Aguirre, Dumars, Edwards, Laimbeer, Thomas (Greenwood, Johnson, Rodman, Salley) |

| Campione NBA 1990         |
| ------------------------- |
| Detroit Pistons 2º titolo |

#### Hall of famer
| NBA Finals | Atleta          | Squadra             | Anno |            |
| ---------- | --------------- | ------------------- | ---- | ---------- |
| Giocatore  | Isiah Thomas    | Detroit Pistons     | 2000 | Giocatore  |
| Giocatore  | Joe Dumars      | Detroit Pistons     | 2006 | Giocatore  |
| Giocatore  | Dennis Rodman   | Detroit Pistons     | 2011 | Giocatore  |
| Allenatore | Chuck Daly      | Detroit Pistons     | 1994 | Allenatore |
| Giocatore  | Dražen Petrović | Portland T. Blazers | 2002 | Giocatore  |
| Giocatore  | Clyde Drexler   | Portland T. Blazers | 2004 | Giocatore  |
| Allenatore | Rick Adelman    | Portland T. Blazers | 2021 | Allenatore |

#### MVP delle Finali
- #11 Isiah Thomas, Detroit Pistons.

## Squadra vincitrice

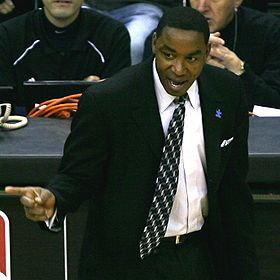
1. 11 Isiah Thomas, Detroit Pistons.

| N° | Naz.                   | Ruolo | Sportivo         |  | Alt. |  |
| -- | ---------------------- | ----- | ---------------- |  | ---- |  |
| 00 | Stati Uniti (bandiera) | C     | William Bedford  |  | 213  |  |
| 4  | Stati Uniti (bandiera) | G     | Joe Dumars       |  | 191  |  |
| 10 | Stati Uniti (bandiera) | AG    | Dennis Rodman    |  | 203  |  |
| 11 | Stati Uniti (bandiera) | P     | Isiah Thomas     |  | 185  |  |
| 12 | Stati Uniti (bandiera) | P     | Gerald Henderson |  | 188  |  |
| 15 | Stati Uniti (bandiera) | G     | Vinnie Johnson   |  | 188  |  |
| 22 | Stati Uniti (bandiera) | AG    | John Salley      |  | 211  |  |
| 23 | Stati Uniti (bandiera) | AP    | Mark Aguirre     |  | 198  |  |
| 33 | Stati Uniti (bandiera) | AG    | David Greenwood  |  | 205  |  |
| 35 | Stati Uniti (bandiera) | AG    | Scott Hastings   |  | 208  |  |
| 40 | Stati Uniti (bandiera) | C     | Bill Laimbeer    |  | 211  |  |
| 53 | Stati Uniti (bandiera) | C     | James Edwards    |  | 213  |  |
|    | Stati Uniti (bandiera) | All.  | Chuck Daly       |  |      |  |

## Statistiche
Aggiornate al 7 giugno 2021.
| Categoria | Singola prestazione       | Singola prestazione             | Singola prestazione | Media           | Media              | Media | Media |
| Categoria | Giocatore                 | Squadra                         | Max                 | Giocatore       | Squadra            | Media | PG    |
| --------- | ------------------------- | ------------------------------- | ------------------- | --------------- | ------------------ | ----- | ----- |
| Punti     | Michael Jordan            | Chicago Bulls                   | 49                  | Michael Jordan  | Chicago Bulls      | 36,7  | 16    |
| Rimbalzi  | Charles Barkley Mark West | Philadelphia 76ers Phoenix Suns | 21                  | Charles Barkley | Philadelphia 76ers | 16,3  | 6     |
| Assist    | John Stockton             | Utah Jazz                       | 19                  | John Stockton   | Utah Jazz          | 15,0  | 5     |